# Uralungal Labor Contract Co-operative Society
Uralungal Labor Contract Co-operative Society (ULCCS) – najstarsza indyjska spółdzielnia pracownicza. Zlokalizowana w Kerali, została założona w 1925 przez Palery'ego Chandanmana z pomocą Vagbhadananandy. W 2016 liczyła około 2000 członków. Zespół wykonał ponad cztery tysiące prac. Podjęła się realizacji ponad 100 projektów szklarniowych, w tym projektu Kozhikode Sarovaram, renowacji plaży Kappad, mostu Kozhikode Arayidathupalam, Iringal Craft Village, mostu Edasseri Kadavu oraz rządowej szkoły inżynierskiej Alappuzha.

## Historia
Historia założenia wiąże się z przybyciem Vagbhatanandy do kompleksu świątynnego Puthalath w Kozhikode, kilku mieszkańców wsi dotarło do świątyni, aby usłyszeć przemówienie guru Vagbhatanandy. Będąc pod wrażeniem przemówienia guru, który podzielał renesansowe idee, zaprosili Vagbhadananandę na swoje ziemie. W 1917 Palery Chandanman założył szkołę duchową pod kierownictwem guru, który to przybył do regionu Karakkad na Uralungalu. Vagbhatanandy zaproponował wówczas założenie grupy kooperacyjnej poprzez zorganizowanie młodych ludzi chętnych do pracy. I tak, 13 lutego 1925 Bezrobotna Grupa Pomocy Wzajemnej Pracowników Handlowych zarejestrowała grupę spółdzielczą o nazwie Umballa. Jest to historia narodzin Uralunkal Labor Contract Co-operative Society (ULCCS), która zmieniła oblicze Kerali poprzez budowę głównych mostów, autostrad i wiaduktów.
Nazwa wsi Uralungal, wioski w Północnym Malabarze, została zainicjowana przez Vagbhatanandana, przedstawiciela renesansu Kerali. Prace podjęte przez Towarzystwo Uralungalskie początkowo polegały na budowie ogrodzenia, małego muru i studni. Guru już wcześniej ściśle stwierdził, że celem nie jest osiągnięcie zysku. ULCC twierdzi, że pracownicy ci są beneficjentami dzisiejszej podwyżki, zapewniającej jakość, wolnej od korupcji i dyscypliny. Do tego czasu ULCCSS ograniczała się do Vadakara i obszarów przyległych, przyjmując jedynie drobne kontrakty drogowe. Zawarto kontrakt na budowę drogi do mostu Chorodu na autostradzie Vadakara-Thalassery. W tym czasie firma nie posiadała niezbędnego sprzętu i wyposażenia do wykonywania dużych prac kontraktowych. Podjęcie w 1999 sześciokilometrowego projektu budowlanego było punktem zwrotnym w rozwoju przedsiębiorstwa. Ta spółka publiczna, która nie miała nawet swojego inżyniera, zakończyła pracę w odpowiednim czasie i pełnym zorganizowaniu. Wszyscy zaczęli odtąd kojarzyć nazwę Uralungal. Ruch nie musiał ponownie szukać pracy kontraktowej. Do Uralungalu przyjechała duża liczba pracowników rządowych i prywatnych z sektora budowlanego. W celu zapewnienia jakości i terminowości, zaczął się proces zatrudniania. Uralungal był również odpowiedzialny za przejęcie niektórych prywatnych firm i ukończenie dziesięcioletnich prac, które zostały ukończone tylko w połowie.

## Organizacja
W ULCCS pracownicy wybierają zarząd podczas corocznego walnego zgromadzenia i omawiają szczegółowy raport z minionego roku spółdzielni. To walne zgromadzenie nie jest formalnością, a ponowne wybranie rady dyrektorów nie jest przesądzone. Po wybraniu rady dyrektorów przyznaje się im autonomię w zakresie pozyskiwania kontraktów, wybierania technologii, przydzielania pracowników do różnych miejsc pracy i wykonywania innych rutynowych decyzji. Tak więc dyrektorzy są menedżerami spółdzielni, co oznacza, że kierownictwo jest wybierane przez pracowników - w przeciwieństwie do kapitalistycznych korporacji, w których menedżerowie są mianowani przez niewybieralne kierownictwo.
Budowy prowadzone są przez kierowników budowy wybranych spośród pracowników, w procesie, w którym wybierani są tylko pracownicy o sprawdzonych zdolnościach kierowniczych, cieszący się powszechnym szacunkiem i zaufaniem. Pracownicy i liderzy na miejscu nieustannie omawiają podział pracy i procedury w miejscu pracy - na przykład podczas wspólnego obiadu (przygotowanego przez spółdzielnię). Podczas gdy dyskusja obejmuje wiele osób, po podjęciu decyzji każdy musi jej przestrzegać. Nieprzestrzeganie instrukcji kierowników budowy, zaniedbanie obowiązków, nieprawidłowości finansowe lub celowe uchybienia w działaniu mogą prowadzić do działań dyscyplinarnych - chociaż takie działania są rzadko potrzebne.
Procesy demokratyczne są utrzymywane poprzez regularną komunikację w spółdzielni. Liderzy lokalizacji uczestniczą w codziennych spotkaniach z radą dyrektorów. Wszyscy liderzy budowy, członkowie zarządu i personel techniczny uczestniczą w cotygodniowych spotkaniach, podczas gdy wszyscy pracownicy uczestniczą w comiesięcznych spotkaniach, na których zgłaszane są nowe wydarzenia i na których członkowie mogą zgłaszać krytykę. Pełne sprawozdania finansowe są omawiane na corocznych walnych zgromadzeniach.

## Odbiór międzynarodowy
Program Narodów Zjednoczonych ds. Rozwoju (UNDP) wybrał Uralungal jako wzorcową organizację kooperacyjną. Osiągnięcia Uralungalu są pokazywane na całym świecie w filmie dokumentalnym ONZ. Uralungal został uhonorowany przez International Co-operative Alliance. Uralungal Labor Contract Co-operative Society jest jedyną indyjską spółdzielnią, która jest członkiem tej międzynarodowej organizacji.